# USS Holland (AS-3)
USS Holland (AS-3) fu una nave appoggio sommergibili della Marina degli Stati Uniti prima e durante la seconda guerra mondiale.
L'Holland fu varato dal cantiere navale Puget Sound di Bremerton il 12 aprile 1926 e prese servizio il primo giugno 1926 sotto il comando di John B. Earle.

## Servizio
L'Holland fu inviato a San Francisco per diventare, il 24 aprile 1926, la nave ammiraglia del capitano J. T. Thompkins, comandante della divisione sottomarini. Il 24 settembre fu assegnato in permanenza alla base navale di San Diego.
Il 5 novembre diventò la nave ammiraglia del capitano Chester Nimitz, succeduto a Thompkins a capo della divisione sottomarini con l'aggiunta del comando diretto della 20ª divisione sottomarini.
Lasciò il comando il 17 giugno, sostituito dal capitano W. L. Friedell.

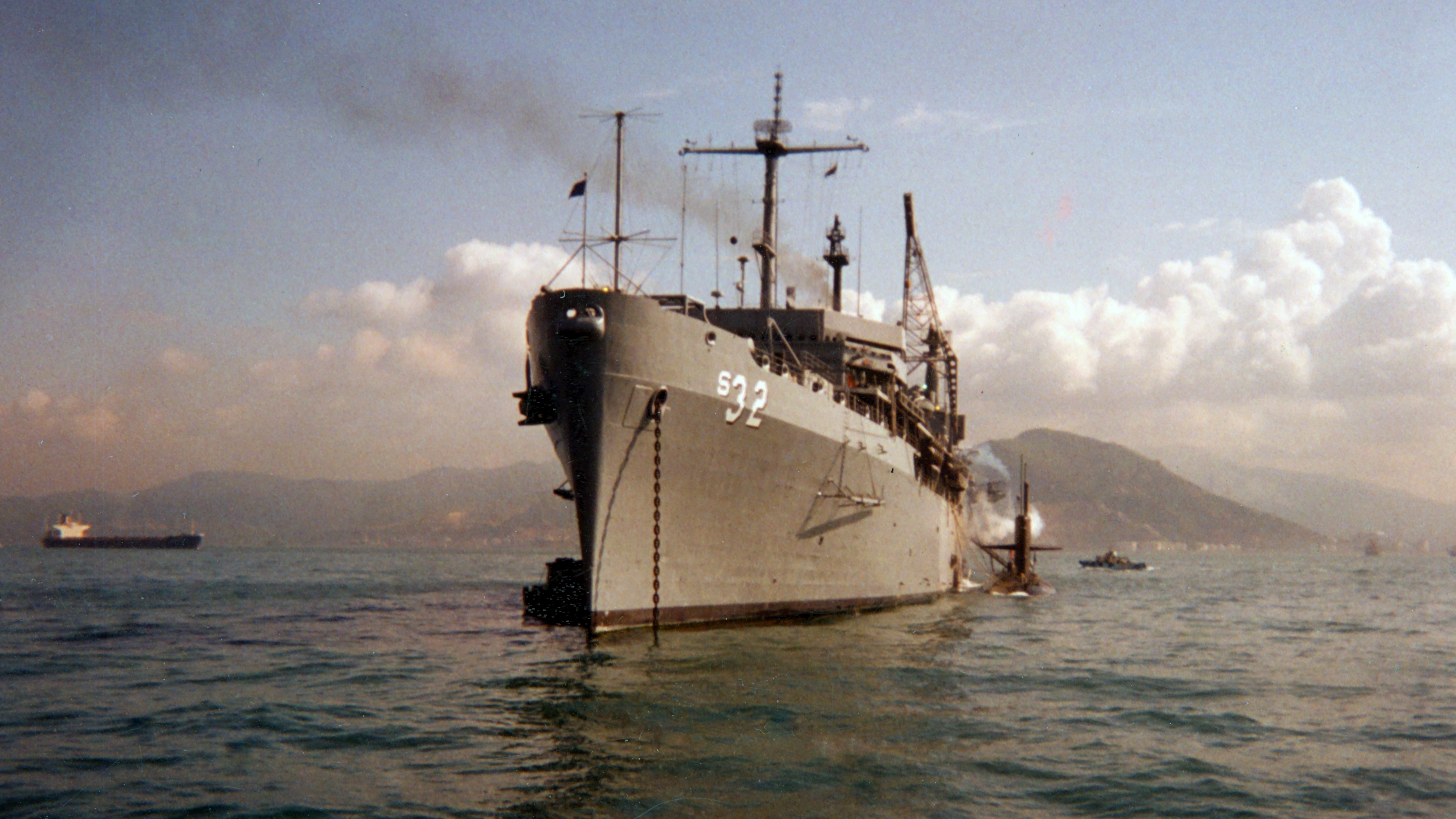
USS Holland a Hong Kong

Il 22 novembre 1941 l'Holland arrivò alla base di Sangley Point presso Cavite nelle Filippine per assistere i sommergibili della Flotta asiatica. A causa degli attacchi aerei giapponesi dei primi di dicembre del 1941 l'Holland fu inviato a Balikpapan, in Borneo, di notte per evitare i ricognitori, per poi raggiungere Port Darwin, in Australia, il 2 gennaio 1941 dove iniziò le operazioni di manutenzione e coordinamento sommergibili.
Alla fine di febbraio 1943 fu trasferita presso il cantieri Mare Island Navy Yard per una revisione generale.
Nel giugno 1943 raggiunse Pearl Harbor dove rimase per 11 mesi per poi portarsi a Midway, il primo giugno 1944. Il mese seguente raggiunse le Marianne.
L'Holland ritornò in novembre a Pearl Harbor per essere trasformato per accogliere il quartier generale del viceammiraglio Charles A. Lockwood, Jr., comandante della Flotta Sommergibili del Pacifico.
Nel gennaio del 1945 venne trasferita a Guam dove imbarcò il viceammiraglio Lockwood.
Per la fine delle ostilità, l'Holland, aveva completato 55 riparazioni su sommergibili e 20 su navi di superficie.